# Podraga
Podraga è un centro abitato della Slovenia, insediamento (naselje) del comune di Vipacco. È capoluogo di una delle 11 comunità locali in cui si suddivide il comune.

## Storia
In epoca asburgica il centro abitato costituiva un comune autonomo del Ducato di Carniola (a sua volta inserito sino al 1849 nel Regno d'Illiria). Il comune verrà inserito nel distretto giudiziario di Vipacco (Vipava, Wippach) e in quello politico di Postumia (Postojna, Adelsberg).
Nel 1920, dopo la prima guerra mondiale e in seguito al Trattato di Rapallo, passò, come tutta la Venezia Giulia, al Regno d'Italia; il comune venne inserito nel circondario di Gorizia della provincia del Friuli. Nel 1927 passò alla nuova provincia di Gorizia, e poco dopo il comune venne soppresso e aggregato a San Vito di Vipacco.
Nel 1947, dopo la seconda guerra mondiale e in seguito ai Trattati di Parigi, il territorio passò alla Jugoslavia, divenendo nel dopoguerra parte del comune di Vipacco. Dal 1991 fa parte della Slovenia.